# Филип Боков
Филип Георгиев Боков (3 юни 1948) е български политик. Говори английски, шведски, руски и френски език.

## Биография
Роден е в София на 3 юни 1948 г. в семейството на видния комунист Георги Боков – дългогодишен главен редактор на в. „Работническо дело“ (официалния печатен орган на БКП) и секретар на ЦК на БКП. Негова сестра е Ирина Бокова.
Завършва Първа английска гимназия в София и се дипломира по „Международни отношения“ в Института за международни отношения, Москва.
От 1974 до 1990 работи като дипломат в Министерството на външните работи в отделите „Западна Европа, САЩ и Канада“ и „Печат“, както и като началник на отдел „ООН и разоръжаване“. От 1986 до 1990 г. е дипломат (аташе, трети секретар и пълномощен министър) в българското посолство в Лондон.
През периода декември 1989 – февруари 1990 г. е председател на Комитета за радио и телевизия. Участва от квотата на БКП/БСП в работата на Кръглата маса. Депутат е в велико народно събрание и заместник главен директор на Агенция „София-прес“ (1990 – 1991).
От 1990 до 1997 г. е член на Висшия съвет на БСП и член на Обединението за социална демокрация (ОСД) в БСП. От 1993 до 1997 г. е член на Изпълнителния съвет на Гражданското обединение за републиката (ГОР). С листите на БСП е депутат в XXXVI народно събрание (когато е член на Комисията по външна политика) и XXXVII народно събрание. От януари 1995 до април 1997 г. е председател на българската парламентарна делегация в Парламентарната асамблея на Съвета на Европа в Страсбург. През 1997 г. е член на ръководството на Българската евролевица. С решение на Партията на европейските социалисти от 9 декември 1998 г. е постоянен представител на българските леви партии в ПЕС до април 1999 г.
На втория конгрес на БЕЛ на 3 – 4 юни 2000 г. се обявява против лидерството и политиката на Томов и гласува в полза на конкурентката му за председателското място Елена Поптодорова. На паралелен конгрес обявилите се против лидерството на Томов и провежданата от него политика (627 души) учредяват движение „Евролевица – социалдемократи“. Боков напуска ръководството на БЕЛ. Той е сред учредителите на Политическо движение „Социалдемократи“, заедно с Елена Поптодорова, Николай Камов, Ивайло Калфин, Росен Карадимов, Бойко Радоев, Андрей Райчев, Андрей Бунджулов и др. Определен е за представител на „Социалдемократи“ в Партията на европейските социалисти (ПЕС).
Сътрудник е на президента Георги Първанов като секретар по координация на посланията. През 2005 г. след парламентарните избори и сформирането на коалиционното правителство е назначен за началник на кабинета на министър-председателя Сергей Станишев. 19 септември 2008 г. президентът Първанов подписва указ за назначаването на Филип Боков за извънреден и пълномощен посланик на България в Словения, който пост заема до 2013 г.
От 1997 до 2003 г. е съдружник в частна консултантска фирма.

## Противоречия
Филип Боков е известен с отговора си на въпроса за отговорността на БСП за репресиите по време на комунистическия режим. На 16 октомври 1991 г. в телевизионно интервю за тогавашния Канал 1 на БНТ, запитан дали БСП носи вина за политическите репресии след 9 септември 1944 г., Боков казва, че „БСП поема вината, но само с мезета“. Впоследствие обяснява, че тази негова реплика е била предизвикана от негодуванието му, че се иска синовете да се извиняват за греховете на бащите си.